# Đát-đặc-la

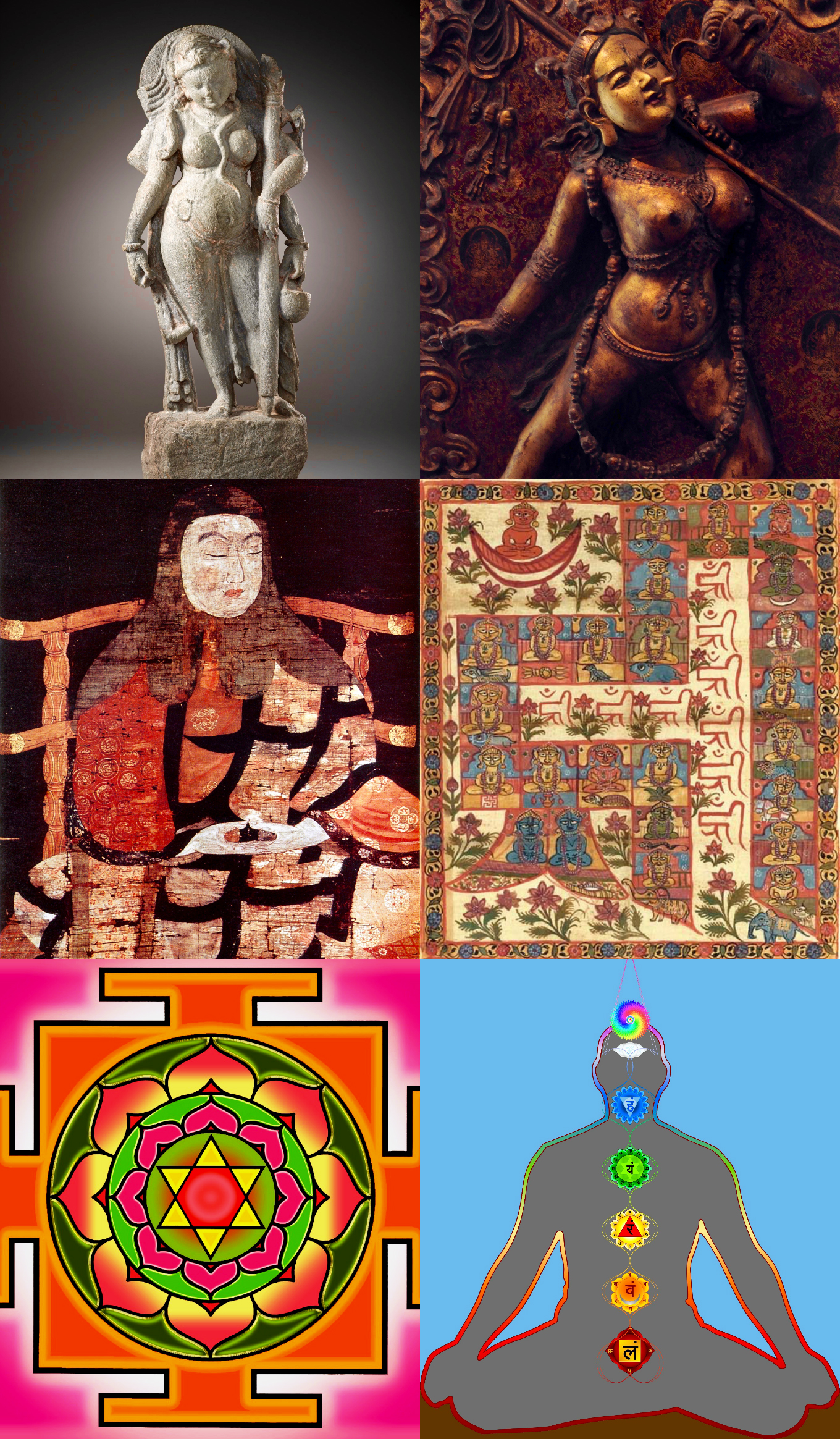
Nghệ thuật tantra (trên trái, theo chiều kim đồng hồ): A Hindu tantric deity, Buddhist tantric deity, Jain tantric painting, Kundalini chakras, a yantra and 11th century Saichō – founder of Tendai Tantra tradition

Đát-đặc-la (zh. 怛特羅, sa. tantra) là cách phiên âm Hán-Việt từ thuật ngữ tantra trong tiếng Phạn, có nghĩa là "tấm lưới dệt", "mối liên hệ", "sự nối tiếp", "liên tục thống nhất thể" và cũng thỉnh thoảng đồng nghĩa với thành tựu pháp.

## Quan điểm Phật giáo
Trong Phật giáo Tây Tạng, Đát-đặc-la chỉ tất cả các kinh sách về nhiều ngành khác nhau (Đát-đặc-la y học, Đát-đặc-la thiên văn...), nhưng trong nghĩa hẹp, Đát-đặc-la chỉ tất cả các sách vở nói về phép tu thiền định của Kim cương thừa và cũng được dùng để chỉ những phép tu thiền định này. Phép tu luyện Đát-đặc-la có tính chất kinh nghiệm cá nhân, và thường dựa trên ba khái niệm: Nhân (sa. hetu), Đạo (sa. mārga) và Quả (sa. phala).
Nhân chính là hành giả,
Đạo là con đường, phương pháp tu luyện, nhằm thanh lọc con người, và
Quả là tình trạng mà hành giả chứng ngộ.
Ba giai đoạn này được Đát-đặc-la chỉ bày trong vô số phương tiện khác nhau. Người ta cho rằng khi Phật Thích-ca thể hiện Phật quả qua dạng Pháp thân (sa. dharmakāya) thì ngài đã hành trì Đát-đặc-la. Vì vậy cũng có người xem đức Phật là người sáng lập Đát-đặc-la.
Truyền thống Tây Tạng chia Đát-đặc-la làm bốn loại để tương úng với căn cơ của từng người:
1. Tác đát-đặc-la (sa. kriyā-tantra): Đát-đặc-la hành động (tác), nghi lễ. Người tu tập Đát-đặc-la này có kết đàn trường, cúng dường, đọc chú, bắt ấn nhưng chưa quán tưởng, tu tập thiền định;
2. Hành đát-đặc-la (sa. caryā-tantra): Đát-đặc-la tu luyện qua hành động hằng ngày, dành cho những người tu tập nhưng không cần hiểu rõ lý tột cùng;
3. Du-già-đát-đặc-la (sa. yoga-tantra): Đát-đặc-la luyện tâm (thiền định);
4. Vô thượng du-già-đát-đặc-la (sa. anuttarayoga-tantra): phương pháp tu luyện tột cùng, thành Phật trong kiếp này, với thân này.

Sự khác nhau giữa bốn cấp này xuất phát từ căn cơ của hành giả và tính hiệu quả của các phép tu. Các tác phẩm quan trọng của Vô thượng du-già tan-tra là Bí mật tập hội đát-đặc-la (sa. guhyasamāja-tantra), Hô kim cương đát-đặc-la (sa. hevajra-tantra) và Thời luân đát-đặc-la (sa. kālacakra-tantra).
Trường phái Ninh-mã (bo. nyingmapa) lại chia Vô thượng du-già-đát-đặc-la làm ba loại:
1. Ma-ha-du-già (sa. mahāyoga),
2. A-nậu-du-già (sa. anuyoga), và
3. A-tì-du-già (sa. atiyoga) (Xem Đại cứu cánh).

Những phép Đát-đặc-la này là gốc của mọi phép tu.
Ngoài ra, Đát-đặc-la xem việc vượt qua tính nhị nguyên để đạt nhất thể là một nguyên lý quan trọng.
Tính nhị nguyên có khi được Đát-đặc-la diễn tả bằng nguyên lý nam tính (sa. upāya, khía cạnh Phương tiện) và nữ (sa. prajñā, Trí huệ), vì vậy tại phương Tây không ít người hiểu lầm, cho rằng tu tập Đát-đặc-la là thuần túy liên hệ với tính dục nam nữ.